# Batman: Mask of the Phantasm
Batman: Mask of the Phantasm is een Amerikaanse animatiefilm uitgebracht op 25 december 1993. De film hoort bij de televisieserie Batman: The Animated Series, en is door dezelfde crew gemaakt als die serie.

## Verhaal
Het verhaal van de film is opgedeeld in twee delen: een in de films “heden” en een verteld middels flashbacks. De flashbacks vinden plaats in Batman begindagen als superheld.
In deze begindagen had Bruce Wayne het nog lastig. Criminelen namen hem nog niet serieus daar hij nog vrijwel onbekend was, en hij was verliefd. De vrouw op wie hij een oogje had was Andrea Beaumont, een vrouw die blijkbaar zijn gelijke is op elk gebied. Zich realiserend dat een vaste relatie met haar zijn strijd tegen de misdaad in de weg zou staan, besloot Bruce dat hij een van zijn wensen moest opgeven. Aanvankelijk besloot hij te stoppen met zijn werk als held, en Andrea ten huwelijk te vragen. Ze accepteerde zijn verzoek, maar de volgende dag stuurde ze Bruce haar verlovingsring toe, samen met een briefje waarop stond dat hij haar moest vergeten. Daarna verliet ze het land. Geschokt ging Bruce zich weer bezighouden met de misdaadbestrijding. Ditmaal besloot hij het echter beter aan te pakken en een alter-ego te verzinnen waar men wel bang voor was. Dit werd Batman.
In het heden wordt de onderwereld van Gotham City geterroriseerd door een mysterieuze figuur die misdaadbazen opspoort en vermoord. Deze nieuwe vigilante staat bekend als “The Phantasm”. De politie (behalve Commissaris Gordon) denkt echter dat Batman de moordenaar is, en de jacht wordt geopend op de held. De situatie wordt nog complexer wanneer Andrea Reeves terugkeert naar Gotham, waardoor Bruce Wayne oude gevoelens voor haar weer naar boven komen. Al snel ontdekt Bruce een verband tussen de vermoorde misdaadbazen en Andrea’s overleden vader, die toen hij nog leefde met al deze bazen zaken had gedaan. Hij ontdekt ook dat een van de laatste twee gangsters op de lijst van de phantasm, die tevens Andrea’s vader vermoord heeft, de man is die tegenwoordig bekendstaat als The Joker.
Salvatore Valestra, de andere nog levende gangster op de lijst, probeert de Joker in te huren om Batman te doden. Wanneer de Phantasm Valestra’s huis bezoekt, ontdekt ze dat Valestra reeds gedood is door de Joker met diens gifgas. Het lijk bevat een bom die de Phantasm bijna fataal wordt, maar de Vigilante weet te ontkomen. Batman arriveert om de Phantasm tegen te houden, maar de twee worden onderbroken door de politie. Batman kan maar net ontkomen omdat Andrea plotseling opduikt met een vluchtwagen. In haar appartement bekent Andrea dat haar vader had gezwendeld met het geld van de misdaadbazen. Toen dit nieuws uitlekte, moesten de twee halsoverkop het land verlaten. De reden dat Andrea nu terug is in Gotham is om haar vader ervan te weerhouden nog meer mensen te vermoorden.
The Joker bezoekt raadsman Reeves en vertelt hem het hele verhaal alvorens hem te vermoorden met gas. Reeves had oorspronkelijk de Beaumonts geholpen Gotham te ontvluchten, maar toen hij in geldnood zat verkocht hij hun nieuwe adres aan de hoogste bieder. Nadat hij van een stervende Reeves deze informatie krijgt, spoort Batman de Joker op in een verlaten attractiepark. De Phantasm, in werkelijkheid Andrea die haar vader wil wreken, is ook in het park, en heeft het op de Joker voorzien. Joker weet te ontkomen en is Andrea in een directe confrontatie de baas. Nadat Batman Andrea redt uit een van de vallen van de Joker, onthult ze haar geheim aan hem. Ondanks Batmans verzoek op te houden met haar wraakacties gaat Phantasm door. Batman en Phantasm krijgen Joker uiteindelijk te pakken, maar deze onthult dat hij overal in het park bommen heeft verstopt. Hij laat de bommen afgaan, waarna hij en Phantasm van de verwarring gebruikmaken om te verdwijnen.
Na te zijn ontsnapt aan de inferno via de riolen, neemt Batman aan dat Andrea en Joker zijn omgekomen bij de explosies. Depressief over haar dood keert Bruce terug naar huis. Alfred probeert hem erbovenop te helpen met het nieuws dat Andrea’s honger naar wraak haar had veranderd in een moordenaar, en dat zelfs Batman haar niet zou kunnen helpen. Andrea blijkt nog in leven te zijn. In de slotscène van de film staat ze alleen op het dek van een oceaanschip.

## Stemmen
| Acteur              | Personage                            |
| ------------------- | ------------------------------------ |
| Kevin Conroy        | Bruce Wayne / Batman                 |
| Efrem Zimbalist jr. | Alfred Pennyworth                    |
| Dana Delany         | Andrea Beaumont                      |
| Bob Hastings        | Commissaris Commissioner Jim Gordon  |
| Robert Costanzo     | Rechercheur Harvey Bullock           |
| Mark Hamill         | The Joker                            |
| Stacy Keach         | Carl Beaumont / Stem van Phantasm    |
| Abe Vigoda          | Salvatore "Sal the Wheezer" Valestra |
| Hart Bochner        | Raadsman Arthur Reeves               |
| John P. Ryan        | Buzz Bronski                         |
| Dick Miller         | Charles "Chuckie" Sol                |

## Achtergrond

### Inhoud
Vanwege de soepelere standaarden van films konden de producers van “Batman: The Animated Series” deze film een stuk grimmiger maken dan de televisieserie. Daardoor bevat de film de eerste keer dat de Joker iemand vermoord met zijn gifgas. Arthur Reeves lijkt in de film ook om te komen, maar duikt later weer op in de stripserie horend bij de animatieserie.
De actiescènes in de film waren in zijn algemeen gewelddadiger dan in de televisieserie. Zo waren vuurgevechten bijvoorbeeld meer aanwezig.

### Reacties
De film werd zeer goed ontvangen door fans van de animatieserie, en kreeg positieve kritieken van vrijwel elke criticus. Tijdens de bioscoopvertoning werd de film echter door veel critici genegeerd. Pas later gaven ze de film een beoordeling.

### Opbrengsten
Ondanks de gunstige recensies was de film qua opbrengst geen groot succes. De productie- en reclamekosten van de film waren minder dan een miljoen dollar, maar de film bracht in de V.S. slechts 5 miljoen dollar op en wereldwijd 11 miljoen. Vanwege de tegenvallende belangstelling stopten veel bioscopen al na één of twee weken met het vertonen van de film.
Als oorzaken van de flop worden vaak genoemd het tekort aan reclame en de beslissing de film toch in de bioscopen uit te brengen. Tot nog maar enkele weken voor uitkomst waren regisseurs Bruce Timm en Eric Radomski ervan overtuigd dat de film een direct-naar-videofilm zou worden.
Toen de film op 26 april 1994 op video uitkwam, bracht hij meer op dan in de bioscopen.

## Trivia
- De verhaallijn van Mask of the Phantasm bevat elementen uit de strip Batman: Year Two. De film gebruikt ook enkele elementen uit Batman: Year One.
- De film bevat referenties naar Batmanschrijvers Dennis O'Neil en Neal Adams.
- De Phantasm verscheen ook in de laatste aflevering van seizoen 2 van de serie Justice League Unlimited.
- Deze film was eigenlijk gepland als het einde van de animatieserie.